# 시오카와정
시오카와정(塩川町)은 후쿠시마현 야마군에 있던 정이다. 2006년 1월 4일 시오카와정 및 기타카타시, 야마토정, 아쓰시오카노촌, 다카사토촌 등 5개 시·정·촌이 합병하여 기타카타시가 신설되고, 폐지되었다. 보통 지방공공단체로는 폐지되고, 새로운 기타카타시의 합병 특례구 중 하나가 되었다.

## 지리
마을의 남쪽 끝에는 관공서, 역, 마을 시설 등이 밀집한 곳이 있으며, 주변을 오시오가와 강이 돌면서 히바시가와 강에 합류한다. 또한 국도 121호(구 요네자와 가도)도 이 부근을 통과하여 마을을 남북으로 연결한다. 또한, 시오카와역 서쪽도 구획 정리가 진행되어 시가지가 확장되고 있다.

## 역사
에도 시대, 아가강을 이용한 뱃길과 요네자와 가도에 의해 물류가 번성했다. 아가강을 항해하는 배로 소금을 운반했기 때문에 '시오카와마치'가 되었다는 설이 있다.
- 1889년 4월 1일 - 정촌제 시행으로 시오카와촌, 도지마촌, 우바도촌, 고마가타촌이 성립하였다.
- 1909년 4월 1일 - 시오카와촌이 정으로 승격, 시오카와정이되었다.
- 1954년 7월 1일 - 시오카와정 및 도지마촌, 우바도촌, 고마가타촌 등 4개 정·촌이 합병해 새로운 시오카와정이 형성하였다.
- 2006년 1월 4일 - 시오카와정 및 기타카타시, 야마토정, 아쓰시오카노촌, 다카사토촌 등 5개 시·정·촌이 합병하여 기타카타시가 신설되고, 시오카와정 등은 폐지되었다.

## 교통

### 철도
- 동일본 여객철도 반에쓰사이선

### 도로
- 국도 121호선

## 같이 보기
- 시오카와역